# Frantschach-Sankt Gertraud
Frantschach-Sankt Gertraud is een gemeente in de Oostenrijkse deelstaat Karinthië, en maakt deel uit van het district Wolfsberg.
Frantschach-Sankt Gertraud telt 2943 inwoners.
Bad Sankt Leonhard im Lavanttal ·
Frantschach-Sankt Gertraud ·
Lavamünd ·
Preitenegg ·
Reichenfels ·
Sankt Andrä ·
Sankt Georgen im Lavanttal ·
Sankt Paul im Lavanttal ·
Wolfsberg
- Gemeinsame Normdatei: 4999148-6
- Virtual International Authority File: 235252050